# Liaudė
Liaudė je řeka 2. řádu ve středu Litvy v okresech Radviliškis, Kėdainiai a Panevėžys, pravý přítok Nevėžisu, do kterého se vlévá 86,6 km od jeho ústí do Němenu. Pramení na severovýchodním okraji lesa Pašlapelės miškas, 2,5 km východně od vsi Girvalakiai, 7 km na jihovýchod od městečka Baisogala. Teče zpočátku k severovýchodu, po soutoku s Vertimėlisem se stáčí ostře k východojihivýchodu, protéká rybníkem Pociūnėlių tvenkinys, dále rybníkem Rūtakiemio tvenkinys, za kterým se stáčí k jihu, protéká rybníky Žibartonių II a Žibartonių tvenkinys, po soutoku s Trakupysem se stáčí k jihovýchodu až do soutoku s řekou Nevėžis, do kterého se vlévá u městečka Surviliškis. Šířka koryta 5 – 8 m, hloubka 0,4 - 1,1 m. Průměrný spád je 1,58 m/km. Rychlost toku je na horním toku 0,2 m/s, na středním a dolním toku 0,4 m/s. Dolní tok od vsi Užupė spadá do regionálního parku Krekenavos regioninis parkas . Liaudė (Lauden) je zmiňována roku 1372 v Livonské kronice od Hermanna von Wartberge. 